# Visión (personaje)
Visión es un superhéroe ficticio que aparece en los cómics estadounidenses publicados por Marvel Comics. El personaje apareció por primera vez en Avengers Volumen 1 # 57 (publicado en agosto de 1968, con una fecha de portada de octubre de 1968), y se basa libremente en el personaje de Timely Comics del mismo nombre que era un extraterrestre de otra dimensión. Visión es un androide sintético o "sintezoide" construido por el robot villano Ultron. Originalmente estaba destinado a actuar como el "hijo" de Ultron y se le asignó la tarea de destruir al equipo de superhéroes los Vengadores. En cambio, Visión se volvió contra su creador y unió fuerzas con los Vengadores, deseando actuar él mismo heroicamente. Desde entonces, ha sido un miembro frecuente del equipo, así como de equipos relacionados, y durante un tiempo estuvo casado con su compañera de equipo, la Bruja Escarlata. También se desempeñó como miembro de Los Defensores.
Visión fue creado a partir de una copia de la original Antorcha Humana, un hombre sintético creado por Phineas T. Horton. Ultron tomó esta forma de androide y le añadió tecnología avanzada, tal como programación robótica de su propio diseño y una réplica de las ondas cerebrales humanas. El resultado fue un ser artificial autoconsciente impulsado por la lógica pero que posee emociones y es capaz de lograr un crecimiento emocional. Como androide, Visión tiene una variedad de habilidades tecnológicas y mejoras físicas, y puede usar hologramas para disfrazar su apariencia. También puede controlar su densidad (pasando de la resistencia similar al diamante a la intangibilidad) y liberar la energía almacenada en sus células en forma de rayos de radiación. En la historia de 1989 "Vision Quest", Vision fue desmantelado, luego reconstruido con una apariencia blanca como la tiza y ahora sin capacidad para las emociones. Su capacidad para las emociones fue restaurada en 1991 y su apariencia roja original en 1993 Visión. Otra serie limitada de Vision de cuatro números se publicó a finales de 2002. Entre 2015 y 2016, Vision volvió a tener su propia serie, durante la cual intentó vivir en los suburbios con una familia de androides.
Desde su concepción, el personaje se ha adaptado a varias formas de medios fuera del cómic. Paul Bettany interpreta a Visión en las películas de Marvel Cinematic Universe Avengers: Age of Ultron (2015), Capitán América: Civil War (2016) y Avengers: Infinity War (2018) asesinado por Thanos, así como en la serie de Disney+ WandaVision reconstruido por S.W.O.R.D. y la serie animada What If...? (2021) como versiones alternativas.

## Trayectoria editorial
Visión fue creado en los años 1960 por Roy Thomas. En un principio, Thomas pensaba volver a traer al Universo Marvel al antiguo Visión de la denominada Edad de Oro de los Cómics o Golden Age, un alienígena (cuyo verdadero nombre era Aarkus) con un aspecto similar a Visión de los Vengadores, con el poder de teletransportarse de un lugar a otro (como lo haría posteriormente el Rondador Nocturno). Sin embargo, la idea no gustó del todo, y Roy Thomas decidió partir de cero, creando un nuevo personaje con nuevos poderes.

## Biografía ficticia
El robot Ultron es el creador de Visión, un tipo de androide que él llama "sintezoide", para usarlo contra el propio creador de Ultron, el Dr. Hank Pym (Ant-Man / Giant Man / Goliath / Yellowjacket) y la esposa de Pym, Janet van Dyne (la Avispa) del equipo de superhéroe Los Vengadores. Ultron envía a su nuevo sirviente para llevar a los Vengadores hacia una trampa. Avispa es la primera en encontrar al sintezoide, y lo describe como "una visión", mientras trata de escapar. Adoptando el nombre, los Vengadores convencen a Visión para que se vuelva contra Ultron. Después de enterarse de cómo Ultron lo creó, utilizando los patrones del cerebro del fallecido Simon Williams (Hombre Maravilla), Visión se convierte en un miembro del equipo. El equipo inicialmente cree que el cuerpo de Visión fue creado a partir de la Antorcha Humana Original. A los Vengadores se les dice más tarde que el señor del tiempo Immortus usó el poder del "Forever Crystal" para dividir a la Antorcha Humana original en dos entidades: Un cuerpo permaneció como la Antorcha original, mientras que Ultron reconstruyó al otro como Visión. Esto era parte de su plan de alimentar una relación para la Bruja Escarlata que le impediría tener hijos, ya que su nivel de poder significaba que cualquier descendencia que pudiera tener podría amenazar a los seres cósmicos del Universo Marvel.
No mucho después de unirse al equipo, Visión es temporalmente controlado por Ultron, y reconstruye a Ultron por fuera con adamantium (el mismo material con el esqueleto de Wolverine es creado en un laboratorio), luchando contra los Vengadores antes de recuperar el control de sí mismo. Poco después de eso, Visión se encuentra por primera vez con Wanda Maximoff, la mutante Bruja Escarlata, con quien más tarde se involucra sentimentalmente. Los dos finalmente se casan y, a través de los poderes hexagonales de la Bruja Escarlata, tienen niños gemelos llamados Thomas y William.
Cuando Visión intenta penetrar en un campo de energía erigido por el villano Annihilus, se "apaga", e incluso después de recuperar la conciencia semanas después, permanece paralizado y adopta una forma holográfica. Finalmente, recupera el control de su cuerpo y se convierte en líder del equipo. Al haberse desbalanceado por estos eventos, intenta tomar el control de las computadoras del mundo. Con la ayuda de los Vengadores, Visión se restablece a su ser normal anterior al evento, pero ahora es preventivamente monitoreado de cerca por una coalición de gobiernos.
En la historia "Vision Quest", agentes deshonestos del gobierno de los Estados Unidos, manipulados por el viajero del tiempo Immortus, secuestran a Visión y lo desmantelan. Los Vengadores recuperan las partes, y el Dr. Pym lo reconstruye, pero con una tez blanca como la tiza. Sin embargo, el revivido Simon Williams no permite que sus patrones cerebrales sean utilizados nuevamente para proporcionar una matriz para las emociones de Visión, explicando que el proceso original (realizado sin su consentimiento), había "arrancado su alma". Esto, junto con el daño a la piel sintética de Visión cuando fue desmantelado, resulta en la resurrección del sintezoide como un humano artificial incoloro y sin emociones.
La Antorcha Humana original también regresa de su aparente desaparición, lo que arroja dudas sobre la identidad de Visión. Los hijos de Visión y la Bruja Escarlata se revelan luego como fragmentos del alma del demonio Mephisto, que había sido dividido por Franklin Richards poco antes del nacimiento de los gemelos. Los gemelos son absorbidos de nuevo en Mephisto, lo cual enloquece temporalmente a Wanda. A pesar de que ella se recupera, Wanda y Visión se separan, cada uno operando en un equipo diferente de Los Vengadores.
Visión recupera gradualmente sus emociones, al adoptar nuevos patrones cerebrales del científico fallecido Alex Lipton, y obtiene un nuevo cuerpo que se asemeja a su original. Además, los patrones cerebrales de Simon Williams resurgen gradualmente y se combinan con los patrones de Lipton, restaurando la capacidad total de Visión para las emociones.
Poco después de una reforma de los Vengadores, Visión sufre daños masivos en la batalla final con la hechicera Morgan Le Fay, y aunque quedó incapacitado durante varias semanas, finalmente se reconstruye y se recupera. Mientras se recupera, Visión renuncia a su intento de reconciliarse con su esposa, aunque se revela que conserva una afición por su cultura, como visitar un restaurante que atiende específicamente a la comunidad infantil de Wanda, simplemente porque disfruta del ambiente. Siendo un miembro de Los Vengadores, se involucra brevemente con sus compañeras de equipo, Carol Danvers (también conocida como Warbird / Ms. Marvel) y Mantis, antes de intentar nuevamente reconciliarse con la Bruja Escarlata.

### Desunidos / Reunidos
El dolor por la pérdida de los gemelos, sin embargo, vuelve a enloquecer a Wanda e intenta alterar la realidad para recrearla. Esto provoca una serie de eventos catastróficos que incluyen a Visión de estrellar un "Quinjet" en la Mansión de los Vengadores. Visión informa a sus compañeros de equipo que ya no tiene el control de su cuerpo y luego expulsa varias esferas que forman cinco Ultrones. Los Vengadores los destruyen, y una enfurecida She-Hulk destroza los restos de Visión, habiendo sido llevado a un punto de quiebre por los rápidos ataques contra los Vengadores. Los Vengadores más tarde creyeron que Ultron puede haber puesto una orden en Visión que habría sido activada por el Código Blanco de los Vengadores durante uno de los muchos períodos en los que Visión tuvo prisionero a Ultron, aunque más tarde reveló que el Dr. Doom forzó a Bruja Escarlata a enviar a Visión contra ella compañeros de equipo.
El sistema operativo de Visión y los archivos de programa se usan luego en la creación de la armadura de Iron Lad. En Mighty Avengers, la Visión original está brevemente separada de Iron Lad por el poder del Cubo Cósmico.
Durante la historia de la "Guerra del Caos", Visión es uno de los muchos héroes fallecidos que han vuelto a la vida después de los acontecimientos en los reinos de la muerte. Visión se une a los otros Vengadores resucitados en su lucha contra Segador y Nekra. Durante la pelea, Visión se explota mientras lucha con Segador, matándolos a ambos.
Siguiendo la historia de Fear Itself, Tony Stark puede reconstruir a Visión, que una vez más se une a los Vengadores. Después de ser informada sobre lo que sucedió después de su destrucción, Visión ve a She-Hulk, diciéndole que no la culpa por lo sucedido. Luego va a Utopía para enfrentarse a Magneto, amenazándolo para decirle dónde está Wanda. Magneto usa sus poderes para someter a Visión pero lo evita, diciendo que cree que Wanda todavía se preocupa por Visión y que Magneto no quiere lastimarla más. El Capitán América habla luego con Visión, diciéndole que necesita avanzar.
Durante una confrontación posterior con la regresada Wanda al comienzo de la historia de Avengers vs. X-Men, Visión afirma que el uso de su cuerpo para atacar a sus amigos es algo que él no puede perdonar y, mientras la expulsa de la mansión, él también derrama lágrimas después de su partida.
Durante el relanzamiento Marvel NOW!, Visión deja a los Vengadores para encontrarse a sí mismo después de una batalla con Sunturion. Después de abandonar el equipo, se le muestra visitando a Billy Kaplan, la reencarnación adolescente de uno de sus hijos.
Siguiendo la historia de Age of Ultron, Visión se une a los Vengadores A.I de Hank Pym junto a Monica Chang, Victor Mancha y un Doombot reprogramado. También se actualizó a sí mismo y ahora está compuesto de millones de autómatas microrrobóticos o nanobots.
En la miniserie Ultron Forever, Visión y la Viuda Negra del presente se ven atraídas hacia el futuro por lo que parece ser el Doctor Doom para unirse a un equipo de Vengadores desde varios puntos en la historia del equipo, incluyendo a Hulk temprano, James Rhodes como Iron Man, Thor cuando estaba afligido por la maldición de Hela, la Thor mujer del presente, y Danielle Cage de un futuro donde ella maneja el escudo del Capitán América. Dr. Doom afirma que reunió a este equipo para ayudarlo a derrotar la conquista del mundo de Ultron. Aunque el verdadero plan de Doom se revela al final de la historia como un deseo de ocupar el lugar de Ultron, después de que los Vengadores puedan liberar a los asgardianos para ayudarlos contra los antiguos drones de Ultron, Visión revela que esta Muerte es en realidad el Doombot que trabajó con él. en Avengers AI, convencer a Doombot de abandonar su plan al notar que simplemente siguiendo el ejemplo de Doom ignora los aspectos más positivos de la historia de Doom como el hombre que se negó a dejar que nadie dicte sus términos.
Como parte de All-New, All-Different Marvel, Visión es miembro de un nuevo equipo de Vengadores, aunque sus datos emocionales se han perdido una vez más después de una serie de alucinaciones que lo forzaron a borrar los datos emocionales cuando no pudo salvar al único superviviente de un autobús accidentado. Sin embargo, después de que proporciona pruebas falsas para obligar a los nuevos héroes Nova y Ms. Marvel a abandonar el equipo, se revela que está trabajando para Kang el Conquistador mientras Kang monta su último asalto contra el equipo, haber sido contaminado cuando Kang interfirió con su reciente reprogramación. Sin embargo, Visión se libera del control de Kang cuando Iron Man logra purgar su software, lo que le permite atacar a Kang y ayudar a los Vengadores a derrotarlo, aunque se va para considerar cuán fácilmente cayó bajo el control de Kang después.

### Visiones
En 2016, Visión recibió una serie en solitario. Vive en Fairfax, Virginia, con una familia de sintezoides: Su esposa Virginia, su hijo Vin y su hija Viv. Intentan vivir una vida suburbana normal, con Visión y su esposa trabajando como asesores del presidente, pero les resulta difícil socializar con los vecinos. Finalmente, Segador ataca su casa y casi mata a Viv. Virginia afirma que el Segador escapó, pero Visión finalmente encuentra sus restos enterrados en el patio trasero. Miente a la policía y la encubre cuando se le preguntó sobre su paradero durante el asesinato de los vecinos, que intentaron chantajear a Virginia por el asesinato, pero la mató accidentalmente. En lugar de confrontarla, crea un perro sintezoide para la familia, en un intento de volver a la normalidad, pero sin que él sepa que Agatha Harkness tiene una visión del futuro e intenta advertir a los Vengadores de que Visión y su familia causarán un genocidio. Los Vengadores envían a Victor Mancha, el "hermano" de Visión, para investigar en secreto a la familia. Cuando Vin descubre que Victor informa a los Vengadores, este último intenta usar sus poderes electromagnéticos para contener a Vin y evitar que realice sus operaciones, pero un error de cálculo hizo que dañara irreparablemente los sistemas nerviosos de Vin. Visión se dirige a la cárcel de Arlington Courthouse para vengarse de Victor. Virginia le revela a Viv que había asesinado a su compañera de clase. El arrebato emocional resultante de Viv hace que Virginia deje salir su ira contra Sparky, matándolo. Entre los restos del perro, Virginia advierte un pétalo de Wundagore Everbloom que había consumido, una planta capaz de darle a una persona una visión del futuro bajo ciertos parámetros. Con la muerte de Sparky habiendo cumplido las condiciones para que Everbloom funcione, Virginia se come el pétalo. Al ver que Visión tomaría un camino oscuro si mataba a Victor Mancha, ella vuela a la cárcel y asesina a Victor ella misma. Temiendo el destino de Viv si sus padres fueran procesados por sus acciones, Virginia llama al detective que investiga la desaparición de sus vecinos y asume la responsabilidad total por los crímenes de ella y de su esposo, afirmando que había alterado el sistema operativo de Visión. Virginia procede a beber agua con propiedades corrosivas de un jarrón de agua Zenn-Lavian que tienen en su casa y le pide a Visión que se siente con ella hasta que el agua la mate.
Durante la historia del Imperio Secreto, Visión aparece como un miembro de los Vengadores de Hydra en el momento en que Hydra se apoderó de Estados Unidos y cuando el Capitán América creyó ser agente de Hydra contra el clon de Red Skull, utilizando los poderes de Kobik. El análisis realizado por Ultron / Hank Pym revelado durante su "cena" con miembros del Underground, el Capitán América y los Vengadores de Hydra, reveló que Visión fue afectado por un virus agresivo contra sistemas de IA. Se descubrió que este virus de IA había sido creado por Arnim Zola según lo mencionado por Madame Hydra, cuando informa al Capitán América sobre el estado de los Vengadores de Hydra mientras menciona que Visión está tratando de luchar contra su control. Durante la batalla en Washington D. C., Visión ve a su hija Viv, liberada, lo que le permite tener la fuerza de voluntad para liberarse del virus de la IA que se propaga a los Dreadnoughts de Hydra lo suficiente como para apagarlos.
Durante la historia de "Empyre", Visión y el Doctor Némesis se encontraron con Luke Cage en Central Park, donde los Cotati lo infestaron con sus plantas. Cuando Visión comienza a atravesarlos mientras explora, es atacado por una figura parecida a una planta que lo agarra con una enredadera especial. Cuando Visión lleva la pelea fuera de Central Park, Luke Cage y el Doctor Némesis lo confunden con un Cotati solo para que Visión los corrija diciendo que su oponente es en realidad Hombre Planta. Doctor Némesis, Luke Cage y Visión continúan su lucha con Hombre Planta y sus Sprout Soldiers. Se las arreglaron para derrotar a Hombre Planta, pero no pueden hacer contacto con Pantera Negra.

## Poderes y habilidades
Visión se describe como "humano centímetro a centímetro, excepto que todos mis órganos están construidos con materiales sintéticos". La gema en la frente de Visión absorbe la energía solar ambiental para proporcionar la energía necesaria para su funcionamiento, y también es capaz de descargar esta energía como rayos ópticos; con esto, puede disparar rayos de radiación infrarroja y de microondas. En casos extremos, puede descargar este mismo poder a través de la propia Joya Solar que amplifica considerablemente sus efectos destructivos, aunque a costa de perder la mayoría de sus recursos. Al interactuar con una dimensión desconocida a la que puede desviar y de la cual puede acumular masa, convirtiéndose así en intangible o extraordinariamente masivo, Visión puede cambiar su densidad, que en su nivel más bajo permite el vuelo y una intangibilidad fantasmal, escalonada, y en su punto más pesado, una densidad diez veces mayor que la del uranio empobrecido, lo que le da una fuerza sobrehumana, inmovilidad y una casi invulnerabilidad, equiparable a la dureza del diamante. En una ocasión, Visión utiliza esta densidad extrema para dejar inconsciente al villano Conde Nefaria; en otras ocasiones, les mete una mano intangible y luego la vuelve a materializar parcialmente, un proceso que describe como "alteración física". Este efecto generalmente causa un gran dolor y resulta en incapacitación de sus rivales, como cuando se usa contra la versión Tierra-712 del héroe Hyperion. Al ser una especie de forma de vida artificial-androide, Visión tiene sentidos sobrehumanos, resistencia sobrehumana, reflejos, velocidad, agilidad, fuerza (incluso sin estar en alta densidad), capacidades analíticas sobrehumanas y la capacidad de procesar información y hacer cálculos con velocidad y precisión muy superiores a las de un humano común. Visión fue entrenado en combate cuerpo a cuerpo por el Capitán América, es un experto en todo tipo de enfrentamiento directo, usando sus poderes sobrehumanos, y es un verdadero estratega altamente capacitado. Visión es un experto en auto-construcción y autorreparación.
Después de la Era de Ultrón, Visión se une al equipo de Vengadores I.A. donde se activaron sus protocolos de "evolución" y ahora su cuerpo está formado por millones de nanobots. Ahora puede dividirse en partes más pequeñas y cambiar de forma.

## Otras versiones

### Anti-Visión
Durante el arco de la historia "Juego de Tronos", en los libros de los Vengadores, el villano Proctor, que era de una línea de tiempo alternativa, llegó a la Tierra-616 con una versión de Visión de otra línea de tiempo. Proctor terminaría cambiando los cuerpos de ambos Visiones y su versión se infiltraría en los Vengadores como su topo. El Visión original eventualmente se liberaría y él finalmente tomaría al Anti-visión en custodia cuando regresara para recoger su cuerpo original.

### Ultimate Vision
En esta realidad, el primer Visión toma una forma diferente. Fue creado por una civilización destinada a ser destruida completamente por Galactus para advertirle a otras civilizaciones su llegada, así podrían prepararse para rechazarla. El gran fallo fue que los destinatarios no pudieron descifrar el mensaje hasta que fue muy tarde, tres semanas antes de la llegada del Destructor. En lugar de confrontarlo, dedicaron las tres semanas a perfeccionar a Visión para adaptarse a cualquier ambiente e idioma, así podría advertir con éxito a futuras civilizaciones. Una y otra vez, Visión advirtió a los planetas que el Devorador de Mundos estaba en camino, pero ninguno le hizo caso.
Llegó a la Tierra 100 años antes de la llegada de Galactus, pero fue retenido en un búnker soviético hasta ser liberado por los Ultimates y los X-Men. Reed Richards y Sam Wilson lo rearmaron, y así Visión le transmitió todos sus conocimientos a Sam, porque la Tierra no tenía recursos ni tiempo suficientes como para enfrentar sola al poderosísimo Galactus.
Con la ayuda de Visión, la humanidad pudo rechazar el ataque de Galactus. Concluida su misión, procedió a advertir al próximo planeta en la lista del supervillano Unmaker (El Deshacedor), pero fue atraída por una nave de A.I.M. donde fue engañada por George Tarleton para reactivar uno de los drones que Reed Richards destruyó. Cuando Visión se dio cuenta del engaño, fue atacado y dado por muerto por los hombres de la nave. Habría sido desechado al espacio de no haber sido por Dima, un experimento que había en la base al que Visión atrajo y alejó de sus creadores.
Expulsando a Galactus de la mente de Tarleton, juntos se dirigieron a destruir su presencia en la Tierra de una vez por todas. Con la contribución de Sam Wilson y el sacrificio de Dima, se hizo posible. Visión se quedó alrededor de un mes más en la Tierra, mientras sus propulsores eran reparados, quedándose a vivir en la casa de Sam Wilson.

## En otros medios

### Televisión
- Visión hizo apariciones en la serie animada de televisión Fantastic Four a mediados de la década de 1990.
- Visión apareció en The Avengers: United They Stand, con la voz de Ron Rubin.
- Visión aparece en la serie de The Avengers: Earth's Mightiest Heroes de la segunda temporada, con la voz de Peter Jessop.[56]
  - En el episodio 14, "Observen... la Visión", cuando Visión aparece para robar el escudo del Capitán América.
  - Aparece en "Ultron sin límites", cuando Visión fue creado por Ultron para atacar a los Vengadores, pero cuando descubre que no era perfecto, traiciona a Ultron y lo derrota.
  - También aparece en "El Emperador Stark", cuando Visión se repara automáticamente por Tony Stark por 30 días, y despierta en un mundo futurista donde Tony Stark es el líder y todos tienen los ojos morados por el Hombre Púrpura.
  - Aparece también en "Código rojo" cuando se enfrentan a Cráneo Rojo.
  - Aparece en "Nuevos Vengadores" cuando él y los otros Vengadores fueron eliminados por Kang, hasta ser reaparecidos por el Hombre Araña, Wolverine, The Thing, Máquina de guerra, Iron Fist y Luke Cage, quienes derrotaron a Kang.
  - Aparece en "Operación de la tormenta galáctica" ayudando a los Vengadores yendo al planeta de los Kree, al igual que en "Vive como Kree o Muere".
  - Al final aparece en "Vengadores Unidos", ayudando a los héroes a derrotar a Galactus.
- Visión aparece en el especial de televisión Lego Marvel Super Heroes: Avengers Reassembled, con la voz de J.P. Karliak.[57]
- Visión aparece en Avengers Assemble[58] con la voz de David Kaye.[59]
  - En la tercera temporada como Avengers: Ultron Revolution, episodio 15, "Un Amigo en Apuros", Visión llega para ayudar a los Vengadores en derrotar al Hombre de Cobalto, y decide aprender unas clases de amistad con Thor, en llevarlo a Asgard y en ver como derrotaron a sus enemigos como Ulik, lobo Fenris, Fafnir y Loki. Pero es aparentemente dominado por Ultron, hasta que se libera de su control antes de controlar al Destructor. Visión se enfrenta a él, hasta que lo deja hundido en el mar, luego de ser salvado por Thor. En el episodio 24, "Guerra Civil, Parte 2: Los Poderosos Vengadores", Visión se une a Ant-Man, Pantera Negra, Capitána Marvel, Ms. Marvel, Songbird y Hulk Rojo como Los Poderosos Vengadores, ensamblados por Truman Marsh. En el episodio 25, "Guerra Civil, Parte 3: Tambores de Guerra", ayudan a los Vengadores para detener a los Inhumanos controlados por los discos de registros provocado por Truman Marsh, y descubre al final que Marsh es Ultron. En el episodio 26, "Guerra Civil, Parte 4: La Revolución de los Vengadores", se une a los Vengadores para detener a Ultron, quién trata de exterminar a toda la humanidad.
  - En la cuarta temporada, conocida como Avengers: Secret Wars, se une a los Nuevos Vengadores formados por Pantera Negra, Capitána Marvel, Ant-Man, Ms. Marvel y Avispa.

### Cine
- En la película Next Avengers: Heroes of Tomorrow, Visión es el compañero de Iron Man para proteger a los hijos de los Vengadores de Ultron.

### Universo cinematográfico de Marvel
- Paul Bettany retrata a Visión en el universo cinematográfico de Marvel, después de proporcionar la voz de la IA de Tony Stark, J.A.R.V.I.S., para varias películas anteriores.
  - Visión hizo su debut en la película de 2015 Avengers: Age of Ultron.[60] En esta película, Visión es creado cuando Tony Stark y Bruce Banner subieran el A.I de J.A.R.V.I.S. en un cuerpo orgánico sintético creado originalmente por Ultron como una mejora corporal para él mismo, impulsado por la Gema de la Mente. A pesar del inicial escepticismo del Capitán América y de los hermanos Maximoff, Wanda y Pietro, Visión afirma que él "está del lado de la vida" y se alía con los Vengadores en contra de Ultron. Lucha contra los drones Ultron durante la batalla final en Sokovia y destruye el último dron de Ultron él mismo. Cabe destacar que Visión es el único no asgardiano que puede levantar el martillo de Thor, Mjolnir; una escena anterior en la película establece que esto significa que Visión es puro de corazón y, por lo tanto, "digno" de levantar el martillo.
  - Visión regresa en la película Capitán América: Civil War (2016), poniéndose del lado de Iron Man y su grupo durante el conflicto titular. Razona que el número de eventos sobrenaturales o altamente peligrosos han aumentado desde que Tony Stark admitió su identidad secreta y que la supervisión del gobierno ayudará al equipo. Esto incluye confinar efectivamente a Wanda al complejo de los Vengadores después de la participación de esta última en los daños colaterales en Lagos. Visión domina a Hawkeye, quien trata de reclutar a Wanda a la causa del Capitán América, quien se opone a los acuerdos de Sokovia, hasta que Wanda interfiere, empujando telekinéticamente a Visión a cientos de pisos por debajo del complejo de los Vengadores. Como era de esperar, Visión sale ileso y acude para participar más adelante en la batalla para capturar a los aliados del Capitán. Durante la batalla, Visión salva a Pantera Negra de ser aplastado por Hombre Hormiga en versión gigante, luego lucha directamente contra Lang, haciéndose una bola y dándole un cabezazo para aturdirlo, luego volando a través de él para derribar con su rayo una torre de control y bloquear el paso del Capitán y Soldado del Invierno. Visión luego intenta derribar a Falcon, sin embargo, distraído por Wanda caída en el suelo, accidentalmente dispara hacia Máquina de Guerra. Esta película también alude a la relación de Visión y la Bruja Escarlata en los cómics, Visión estando confundido acerca de las emociones que experimentó en cuanto a ella y su mayor deseo de mantenerla a salvo.
  - Visión aparece en la tercera entrega de Avengers: Infinity War (2018).[61][62] Al comienzo de la película, él aparece en Escocia y ahora está en una relación con la fugitiva Bruja Escarlata mientras usa sus poderes para hacer un disfraz humano. Cuando Thanos y su ejército comienzan a venir a la Tierra para quitar la Gema de la Mente del cuerpo de Visión, el equipo del Capitán América lleva a Visión a Wakanda, con la esperanza de que la ciencia de Wakanda pueda eliminar la Gema de la Mente sin matar a Visión, para que Wanda pueda luego destruir la Piedra. Desafortunadamente, las fuerzas de Thanos atacan a Wakanda durante la operación, y cuando sus ejércitos demuestran ser demasiado para los Vengadores y el ejército de Wakandan, Visión convence a Wanda de que destruya la Gema de la Mente a costa de su vida. Sin embargo, Thanos usa la Gema del Tiempo para revertir la destrucción de la Gema de la Mente, lo que le permite arrancar la Gema de la Mente de la cabeza de Visión y matar al bio-androide él mismo.
  - Vision aparece brevemente en la secuencia de apertura de Spider-Man: Lejos de casa (2019).[63] Es uno de los cuatro Vengadores (junto a Tony Stark, Steve Rogers y Natasha Romanoff) que aparecen en el montaje de video de la Escuela Midtown High, que rinde homenaje a todos los que murieron para salvar la Tierra.
  - Vision aparece de regreso en la miniserie de acción real de Disney+ WandaVision (2021).[64][65] Ambientada en 2023, después de los eventos de la película Avengers: Endgame (2019), se revela que S.W.O.R.D. recuperó el cuerpo de Visión en 2020, y Wanda Maximoff, después de no poder sentirlo, usó sus poderes para crear a Visión de Wanda, una nueva versión sin memoria de su vida. Finalmente, el director de S.W.O.R.D., Tyler Hayward, reconstruye y reactiva a Visión, usando la energía de Wanda de un dron, ahora con apariencia blanca. La Visión entra en Westview, Nueva Jersey y bajo las órdenes de Hayward, lucha contra la Visión de Wanda, hasta que Visión de Wanda restaure los recuerdos de Visión. La Visión que se da cuenta de su verdadero yo se va volando para procesar todo. La Visión de Wanda desaparece después de que Wanda deshaga el maleficio.
  - Además, aparecen variantes de Visión en líneas temporales alternativas en la serie animada de Disney+ What If...? (2021), con la voz de Bettany.[66]

### Videojuegos
- Visión es un personaje jugable en el juego de arcade de 1991 Capitán América y los Vengadores, Marvel Super Hero Squad Online, Marvel Contest of Champions, el relanzamiento de Marvel Heroes 2015 y Lego Marvel's Avengers.
- Visión aparece como un personaje desbloqueable en Marvel: Avengers Alliance.
- Visión es un personaje ayudante / asistente en Avengers in Galactic Storm.
- Visión aparece como personaje jugable, tanto su versión clásica como la versión del UCM en Marvel Contest of Champions.[67][68][69]
- Visión aparece como un personaje no jugable en Marvel: Ultimate Alliance, con la voz de Roger Rose.
- Visión aparece en Marvel Heroes, con la voz de Dave Wittenberg.[70]
- Visión es un personaje jugable en Disney Infinity 3.0.[71]
- Visión es un personaje jugable en Marvel Future Fight.
- La Visión aparece en Marvel Avengers Academy, y JP Karliak vuelve a expresarla.